# Llista d'asteroides/165801-165900
| Nom      | Designació provisional | Data de descobriment   | Lloc de descobriment | Descobridor/s |
| -------- | ---------------------- | ---------------------- | -------------------- | ------------- |
| 165801 - | 2001 RO52              | 12 de setembre de 2001 | Socorro              | LINEAR        |
| 165802 - | 2001 RN54              | 12 de setembre de 2001 | Socorro              | LINEAR        |
| 165803 - | 2001 RN55              | 12 de setembre de 2001 | Socorro              | LINEAR        |
| 165804 - | 2001 RZ57              | 12 de setembre de 2001 | Socorro              | LINEAR        |
| 165805 - | 2001 RB58              | 12 de setembre de 2001 | Socorro              | LINEAR        |
| 165806 - | 2001 RC60              | 12 de setembre de 2001 | Socorro              | LINEAR        |
| 165807 - | 2001 RS62              | 12 de setembre de 2001 | Socorro              | LINEAR        |
| 165808 - | 2001 RO66              | 10 de setembre de 2001 | Socorro              | LINEAR        |
| 165809 - | 2001 RK78              | 10 de setembre de 2001 | Socorro              | LINEAR        |
| 165810 - | 2001 RW79              | 12 de setembre de 2001 | Socorro              | LINEAR        |
| 165811 - | 2001 RH81              | 14 de setembre de 2001 | Palomar              | NEAT          |
| 165812 - | 2001 RE84              | 11 de setembre de 2001 | Anderson Mesa        | LONEOS        |
| 165813 - | 2001 RJ87              | 11 de setembre de 2001 | Anderson Mesa        | LONEOS        |
| 165814 - | 2001 RY96              | 12 de setembre de 2001 | Kitt Peak            | Spacewatch    |
| 165815 - | 2001 RF100             | 12 de setembre de 2001 | Socorro              | LINEAR        |
| 165816 - | 2001 RU100             | 12 de setembre de 2001 | Socorro              | LINEAR        |
| 165817 - | 2001 RU101             | 12 de setembre de 2001 | Socorro              | LINEAR        |
| 165818 - | 2001 RE102             | 12 de setembre de 2001 | Socorro              | LINEAR        |
| 165819 - | 2001 RT108             | 12 de setembre de 2001 | Socorro              | LINEAR        |
| 165820 - | 2001 RF111             | 12 de setembre de 2001 | Socorro              | LINEAR        |
| 165821 - | 2001 RK112             | 12 de setembre de 2001 | Socorro              | LINEAR        |
| 165822 - | 2001 RO112             | 12 de setembre de 2001 | Socorro              | LINEAR        |
| 165823 - | 2001 RJ113             | 12 de setembre de 2001 | Socorro              | LINEAR        |
| 165824 - | 2001 RY114             | 12 de setembre de 2001 | Socorro              | LINEAR        |
| 165825 - | 2001 RS117             | 12 de setembre de 2001 | Socorro              | LINEAR        |
| 165826 - | 2001 RU117             | 12 de setembre de 2001 | Socorro              | LINEAR        |
| 165827 - | 2001 RX118             | 12 de setembre de 2001 | Socorro              | LINEAR        |
| 165828 - | 2001 RK123             | 12 de setembre de 2001 | Socorro              | LINEAR        |
| 165829 - | 2001 RO127             | 12 de setembre de 2001 | Socorro              | LINEAR        |
| 165830 - | 2001 RV128             | 12 de setembre de 2001 | Socorro              | LINEAR        |
| 165831 - | 2001 RD131             | 12 de setembre de 2001 | Socorro              | LINEAR        |
| 165832 - | 2001 RH131             | 12 de setembre de 2001 | Socorro              | LINEAR        |
| 165833 - | 2001 RY134             | 12 de setembre de 2001 | Socorro              | LINEAR        |
| 165834 - | 2001 RW135             | 12 de setembre de 2001 | Socorro              | LINEAR        |
| 165835 - | 2001 RD138             | 12 de setembre de 2001 | Socorro              | LINEAR        |
| 165836 - | 2001 RJ140             | 12 de setembre de 2001 | Socorro              | LINEAR        |
| 165837 - | 2001 RO141             | 12 de setembre de 2001 | Socorro              | LINEAR        |
| 165838 - | 2001 RA143             | 15 de setembre de 2001 | Palomar              | NEAT          |
| 165839 - | 2001 RW144             | 6 de setembre de 2001  | Palomar              | NEAT          |
| 165840 - | 2001 RQ146             | 9 de setembre de 2001  | Anderson Mesa        | LONEOS        |
| 165841 - | 2001 RC147             | 9 de setembre de 2001  | Anderson Mesa        | LONEOS        |
| 165842 - | 2001 RE153             | 12 de setembre de 2001 | Socorro              | LINEAR        |
| 165843 - | 2001 RB154             | 15 de setembre de 2001 | Palomar              | NEAT          |
| 165844 - | 2001 SB6               | 18 de setembre de 2001 | Kitt Peak            | Spacewatch    |
| 165845 - | 2001 SP10              | 16 de setembre de 2001 | Socorro              | LINEAR        |
| 165846 - | 2001 SE11              | 16 de setembre de 2001 | Socorro              | LINEAR        |
| 165847 - | 2001 SE12              | 16 de setembre de 2001 | Socorro              | LINEAR        |
| 165848 - | 2001 SV13              | 16 de setembre de 2001 | Socorro              | LINEAR        |
| 165849 - | 2001 SD16              | 16 de setembre de 2001 | Socorro              | LINEAR        |
| 165850 - | 2001 SK16              | 16 de setembre de 2001 | Socorro              | LINEAR        |
| 165851 - | 2001 SP18              | 16 de setembre de 2001 | Socorro              | LINEAR        |
| 165852 - | 2001 SG19              | 16 de setembre de 2001 | Socorro              | LINEAR        |
| 165853 - | 2001 SD20              | 16 de setembre de 2001 | Socorro              | LINEAR        |
| 165854 - | 2001 SQ23              | 16 de setembre de 2001 | Socorro              | LINEAR        |
| 165855 - | 2001 SH24              | 16 de setembre de 2001 | Socorro              | LINEAR        |
| 165856 - | 2001 SP30              | 16 de setembre de 2001 | Socorro              | LINEAR        |
| 165857 - | 2001 SF34              | 16 de setembre de 2001 | Socorro              | LINEAR        |
| 165858 - | 2001 SX35              | 16 de setembre de 2001 | Socorro              | LINEAR        |
| 165859 - | 2001 SD40              | 16 de setembre de 2001 | Socorro              | LINEAR        |
| 165860 - | 2001 SB43              | 16 de setembre de 2001 | Socorro              | LINEAR        |
| 165861 - | 2001 SM45              | 16 de setembre de 2001 | Socorro              | LINEAR        |
| 165862 - | 2001 SF78              | 19 de setembre de 2001 | Socorro              | LINEAR        |
| 165863 - | 2001 SF80              | 20 de setembre de 2001 | Socorro              | LINEAR        |
| 165864 - | 2001 SW86              | 20 de setembre de 2001 | Socorro              | LINEAR        |
| 165865 - | 2001 SK88              | 20 de setembre de 2001 | Socorro              | LINEAR        |
| 165866 - | 2001 SL89              | 20 de setembre de 2001 | Socorro              | LINEAR        |
| 165867 - | 2001 SQ91              | 20 de setembre de 2001 | Socorro              | LINEAR        |
| 165868 - | 2001 SO95              | 20 de setembre de 2001 | Socorro              | LINEAR        |
| 165869 - | 2001 ST101             | 20 de setembre de 2001 | Socorro              | LINEAR        |
| 165870 - | 2001 SY121             | 16 de setembre de 2001 | Socorro              | LINEAR        |
| 165871 - | 2001 SE124             | 16 de setembre de 2001 | Socorro              | LINEAR        |
| 165872 - | 2001 SW125             | 16 de setembre de 2001 | Socorro              | LINEAR        |
| 165873 - | 2001 SK126             | 16 de setembre de 2001 | Socorro              | LINEAR        |
| 165874 - | 2001 SP128             | 16 de setembre de 2001 | Socorro              | LINEAR        |
| 165875 - | 2001 SK129             | 16 de setembre de 2001 | Socorro              | LINEAR        |
| 165876 - | 2001 SZ129             | 16 de setembre de 2001 | Socorro              | LINEAR        |
| 165877 - | 2001 SH137             | 16 de setembre de 2001 | Socorro              | LINEAR        |
| 165878 - | 2001 SS137             | 16 de setembre de 2001 | Socorro              | LINEAR        |
| 165879 - | 2001 SQ140             | 16 de setembre de 2001 | Socorro              | LINEAR        |
| 165880 - | 2001 SF143             | 16 de setembre de 2001 | Socorro              | LINEAR        |
| 165881 - | 2001 SX153             | 17 de setembre de 2001 | Socorro              | LINEAR        |
| 165882 - | 2001 SC154             | 17 de setembre de 2001 | Socorro              | LINEAR        |
| 165883 - | 2001 ST164             | 17 de setembre de 2001 | Socorro              | LINEAR        |
| 165884 - | 2001 SO165             | 19 de setembre de 2001 | Socorro              | LINEAR        |
| 165885 - | 2001 SP165             | 19 de setembre de 2001 | Socorro              | LINEAR        |
| 165886 - | 2001 SY184             | 19 de setembre de 2001 | Socorro              | LINEAR        |
| 165887 - | 2001 SH186             | 19 de setembre de 2001 | Socorro              | LINEAR        |
| 165888 - | 2001 SJ196             | 19 de setembre de 2001 | Socorro              | LINEAR        |
| 165889 - | 2001 SY197             | 19 de setembre de 2001 | Socorro              | LINEAR        |
| 165890 - | 2001 SW198             | 19 de setembre de 2001 | Socorro              | LINEAR        |
| 165891 - | 2001 SH199             | 19 de setembre de 2001 | Socorro              | LINEAR        |
| 165892 - | 2001 SP199             | 19 de setembre de 2001 | Socorro              | LINEAR        |
| 165893 - | 2001 SF201             | 19 de setembre de 2001 | Socorro              | LINEAR        |
| 165894 - | 2001 SJ202             | 19 de setembre de 2001 | Socorro              | LINEAR        |
| 165895 - | 2001 SU217             | 19 de setembre de 2001 | Socorro              | LINEAR        |
| 165896 - | 2001 SZ223             | 19 de setembre de 2001 | Socorro              | LINEAR        |
| 165897 - | 2001 SA235             | 19 de setembre de 2001 | Socorro              | LINEAR        |
| 165898 - | 2001 ST250             | 19 de setembre de 2001 | Socorro              | LINEAR        |
| 165899 - | 2001 SA292             | 23 de setembre de 2001 | Anderson Mesa        | LONEOS        |
| 165900 - | 2001 SB294             | 19 de setembre de 2001 | Socorro              | LINEAR        |